# 追封吉天英碑
追封吉天英碑，位于山西省临汾市汾西县城东门外，是中华人民共和国山西省文物保护单位之一。
2004年6月10日，授予山西省文物保护单位，是一座。